# Bäckahagens skola

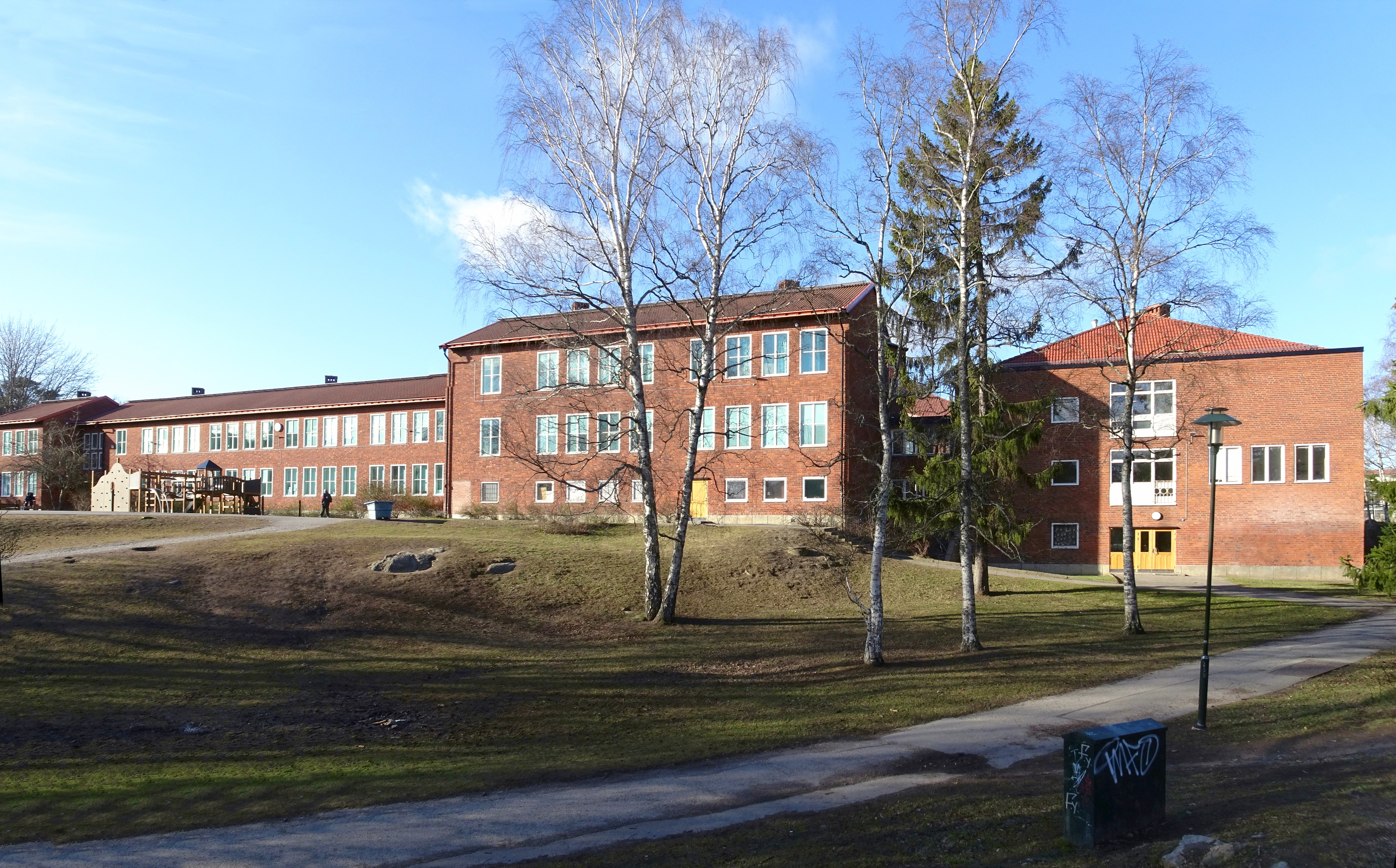
Bäckahagens skola sedd från sydost i februari 2020.

Bäckahagens skola är en kommunal grundskola vid Skebokvarnsägen 53 i stadsdelen Bandhagen i södra Stockholm. Skolhuset uppfördes i olika etapper mellan 1953 och 1968 efter ritningar av arkitekt David Dahl. Till anläggningen hörde även ett vaktmästarboställe och en tandklinik. Fastigheten är grönmärkt av Stadsmuseet i Stockholm vilket innebär "särskilt värdefull från historisk, kulturhistorisk, miljömässig eller konstnärlig synpunkt".

## Byggnader
Bäckahagens skola består av flera byggnadsvolymer där några är sammanlänkade och tillsammans omsluter skolgården. Centralbyggnaden utgörs av tre volymer med en vinkelbyggnad i nordost. Den senare uppfördes 1967-1968 som klassrumslänga och är sammanbyggd genom en länkbyggnad med två äldre delar från 1950-talets början vilka ursprungligen var avsedda som småskola. Norr därom anordnades den ursprungliga folkskolelängan. Den avlutas mot nordost av en kubisk volym i tre våningar med en generös ljushall som är omgiven av ämnesrum. Utåt utmärker den sig genom sin höga glasade frontespis mot skolgården.
Längst i norr tillkom gymnastikbyggnaden, uppförd 1962–1968 och längst i söder återfinns en mindre byggnad som ursprungligen inrymde tandklinik och vaktmästarbostaden. Fasaderna gestaltades enhetlig i rött tegel. Byggherre var Stockholms folkskoledirektion, arkitekt var David Dahl och konstruktör Tyréns.

Bilder från Stadsmuseets inventering 1992.
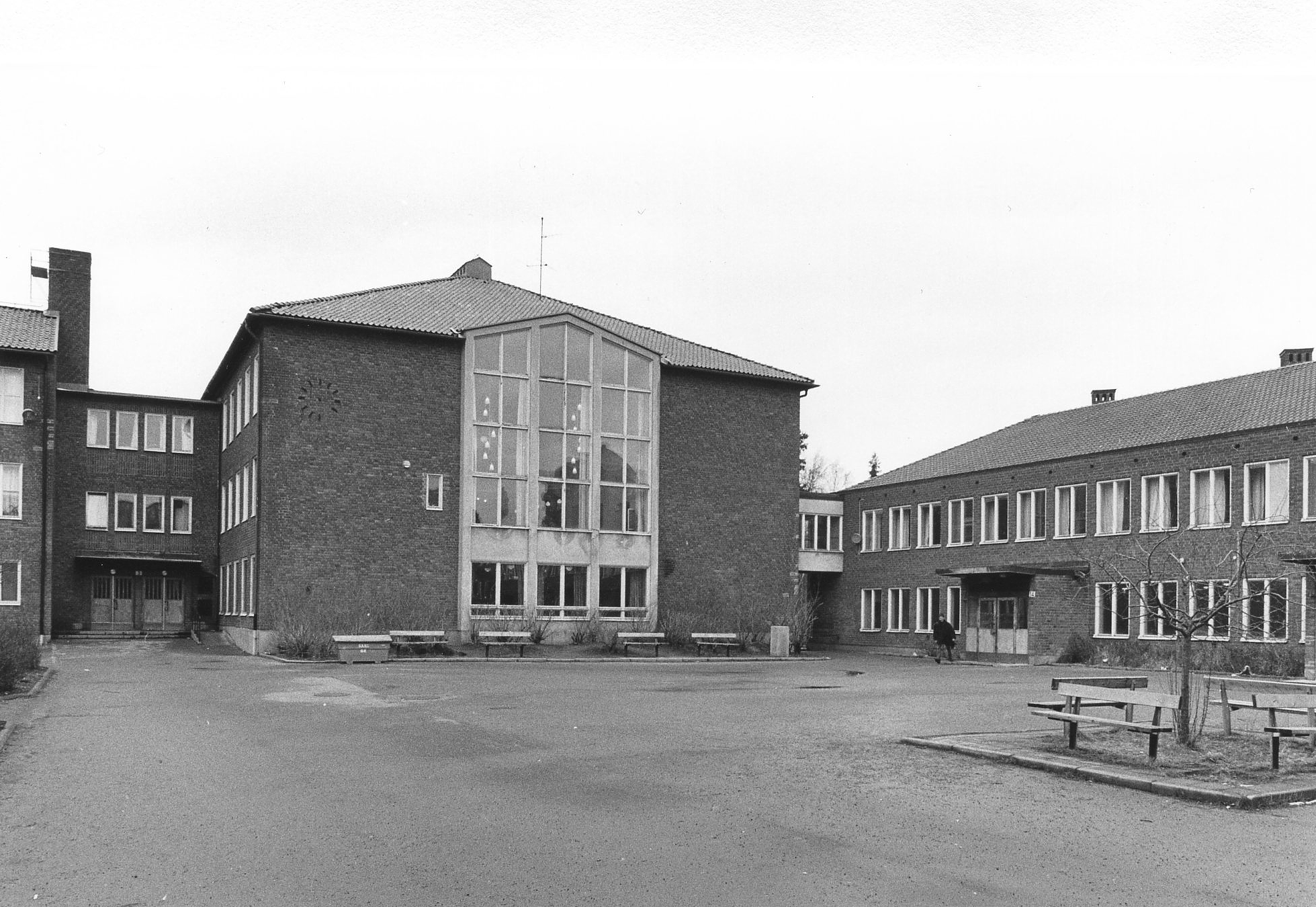
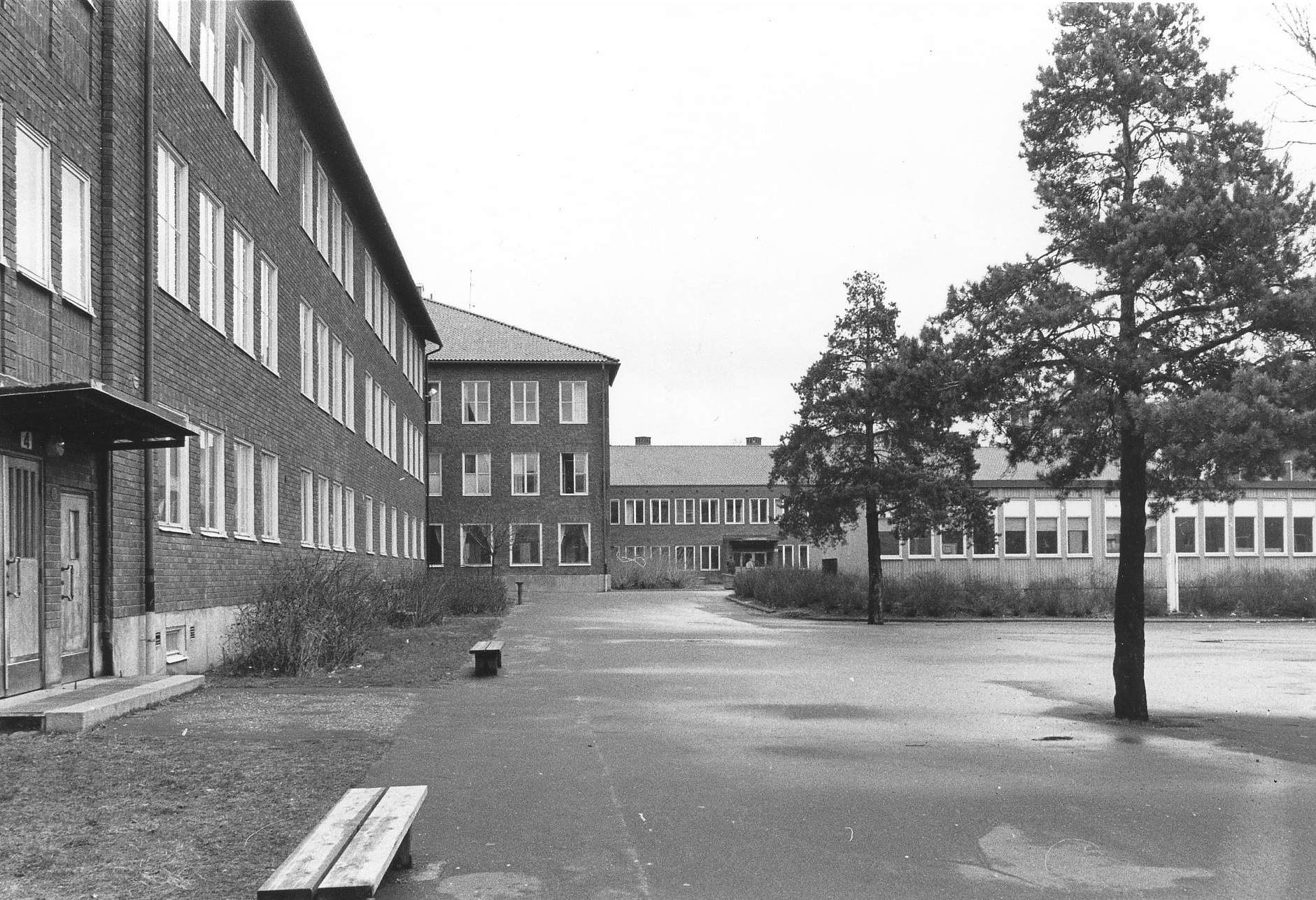
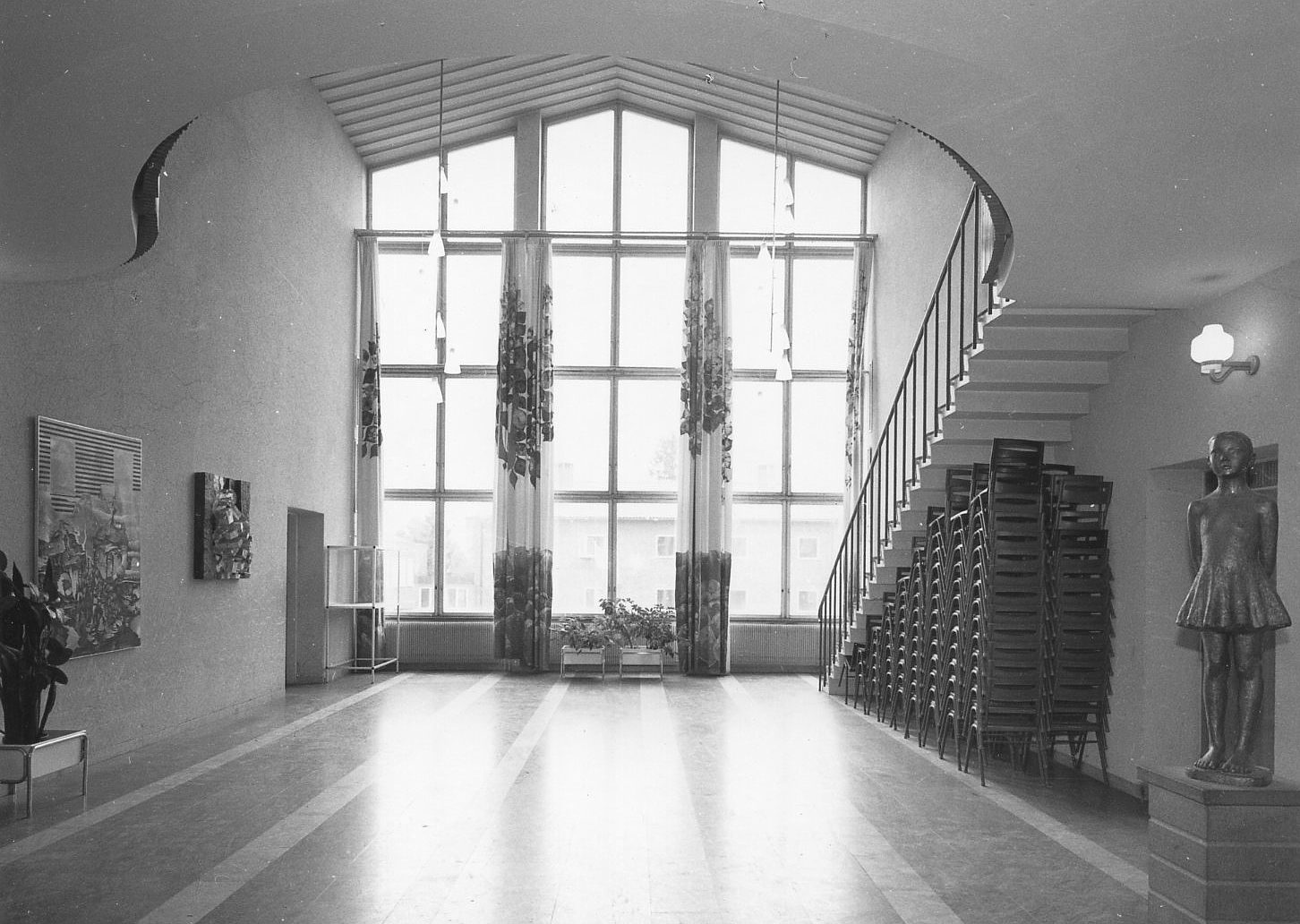
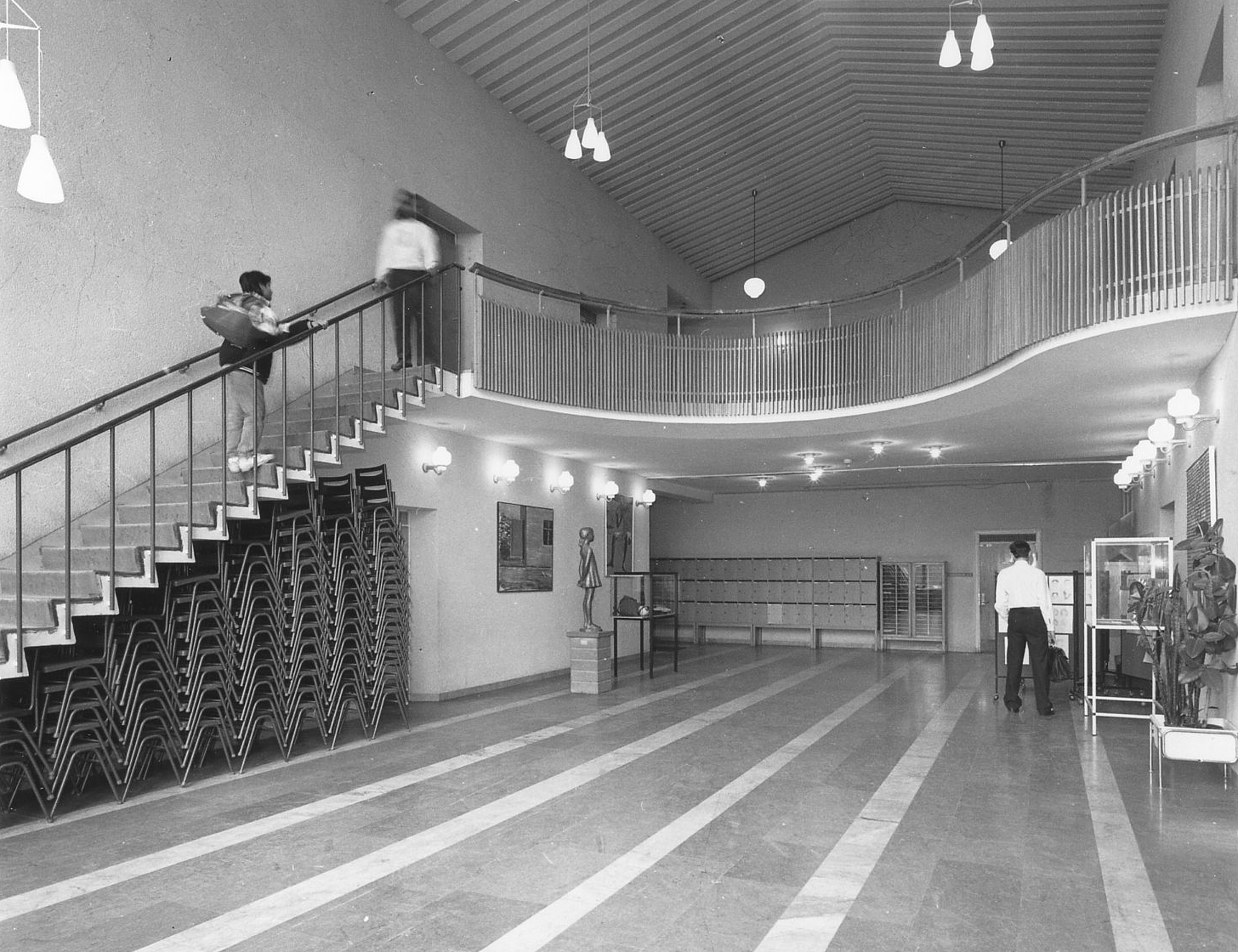

## Om- och tillbyggnad
År 2017 beslöt ägaren, SISAB, att genomföra en omfattande om- och tillbyggnad av skolan som innebär att ytterligare 350 elever i årskurserna F-9 skall kunna få plats, inklusive 30 elever i grundsärskolan. En ny byggnad mellan norra klassrumslängan och gymnastikhallen ritades av Liljewall arkitekter och stod färdig 2024. Byggnaden anknyter i material och dimensioner till skolans äldre tegelbyggnader men har en mera varierad fönstersättning och karakteristiska gavelfasader i glas och mörkgrå plåt. Tillbyggnaden utsågs 2024 till finalist i tävlingen Årets Stockholmsbyggnad.

## Verksamhet
Bäckahagens skola är en så kallad F-9 skola vilket innebär förskola och undervisning för årskurs 1–9. Till verksamheten hör även en grundsärskola. Skolan har omkring 700 elever och cirka 150 anställda varav cirka 80 är lärare. Eleverna är indelade i 31 klasser varav en är grundsärskoleklass. Skolan är en pilotskola för rörelseprojekt och arbetar aktivt med rörelse på både lektionstid och raster. Efter om- och tillbyggnaden kommer skolan kunna ta emot omkring 1 000 barn.

Nutida bilder.
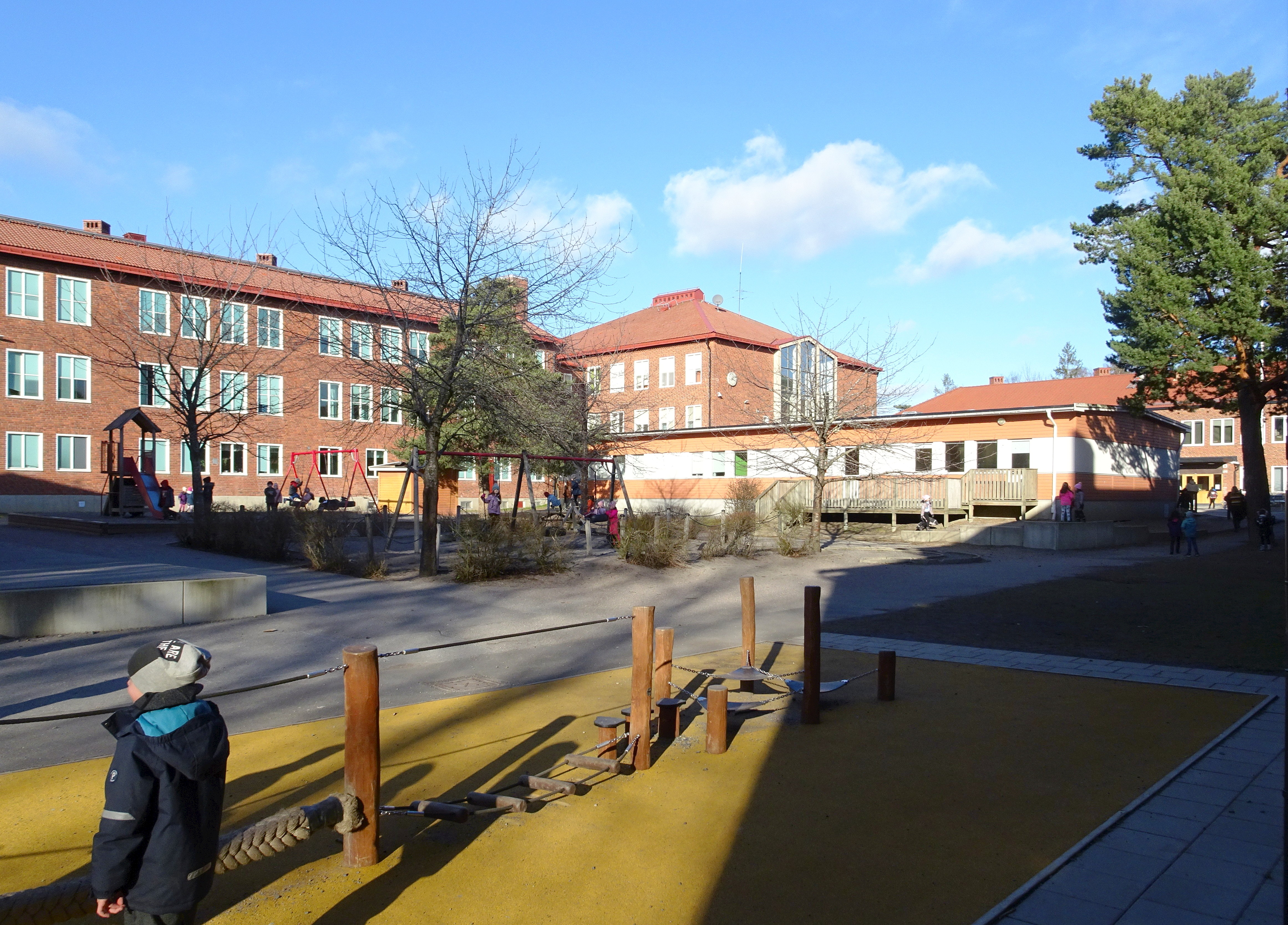
Skolgården.
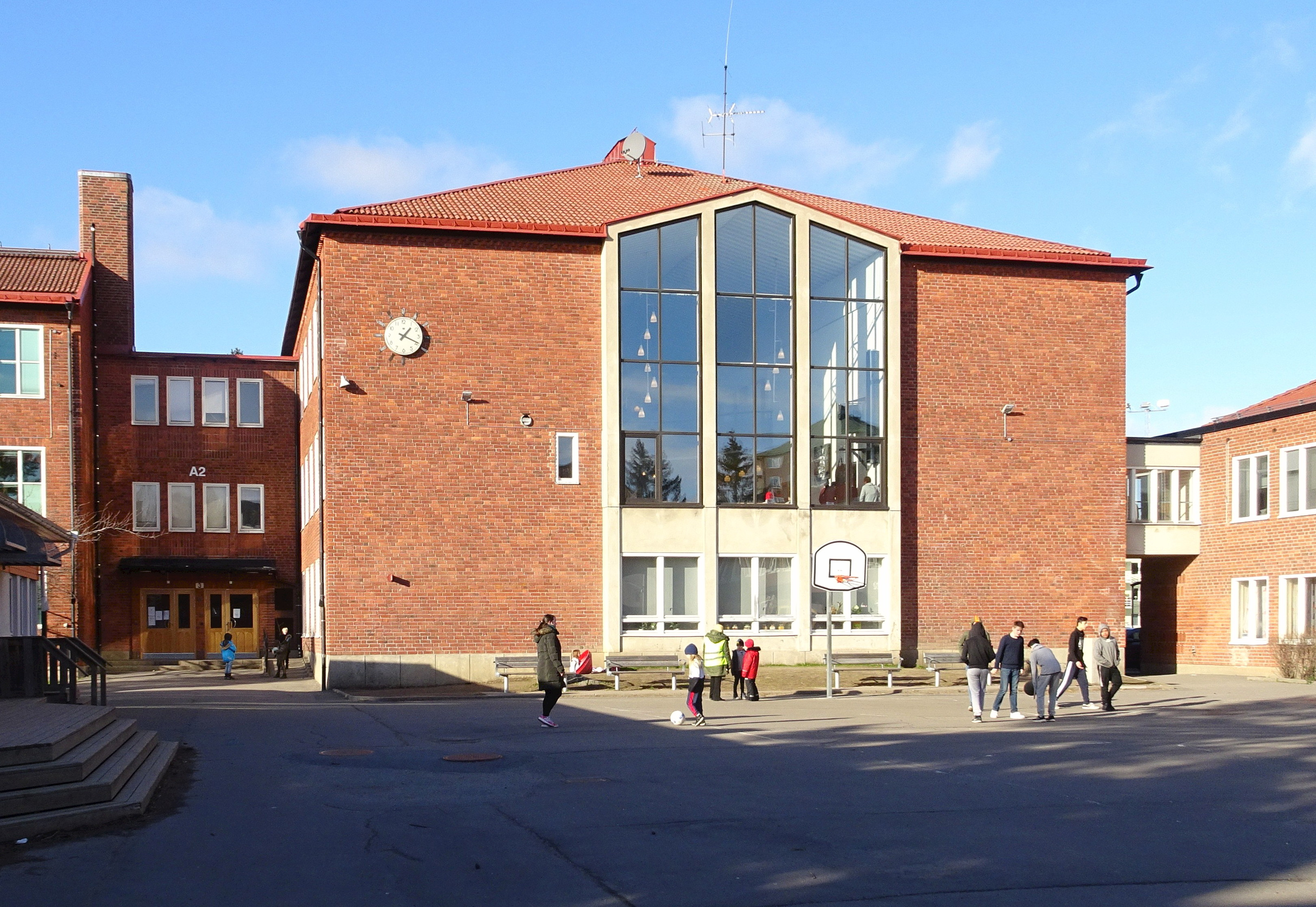
Hallbyggnaden.
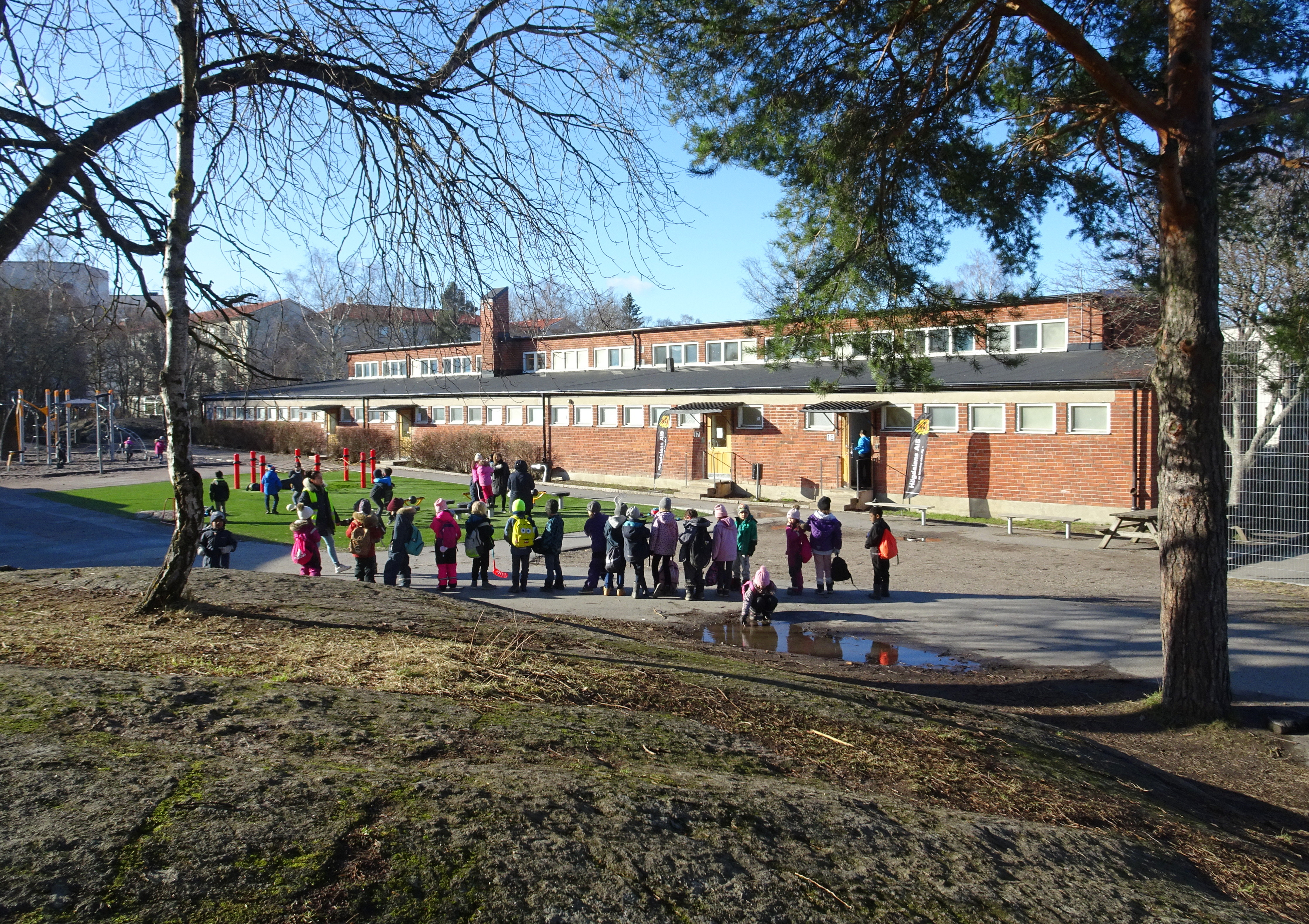
Gymnastikbyggnaden.
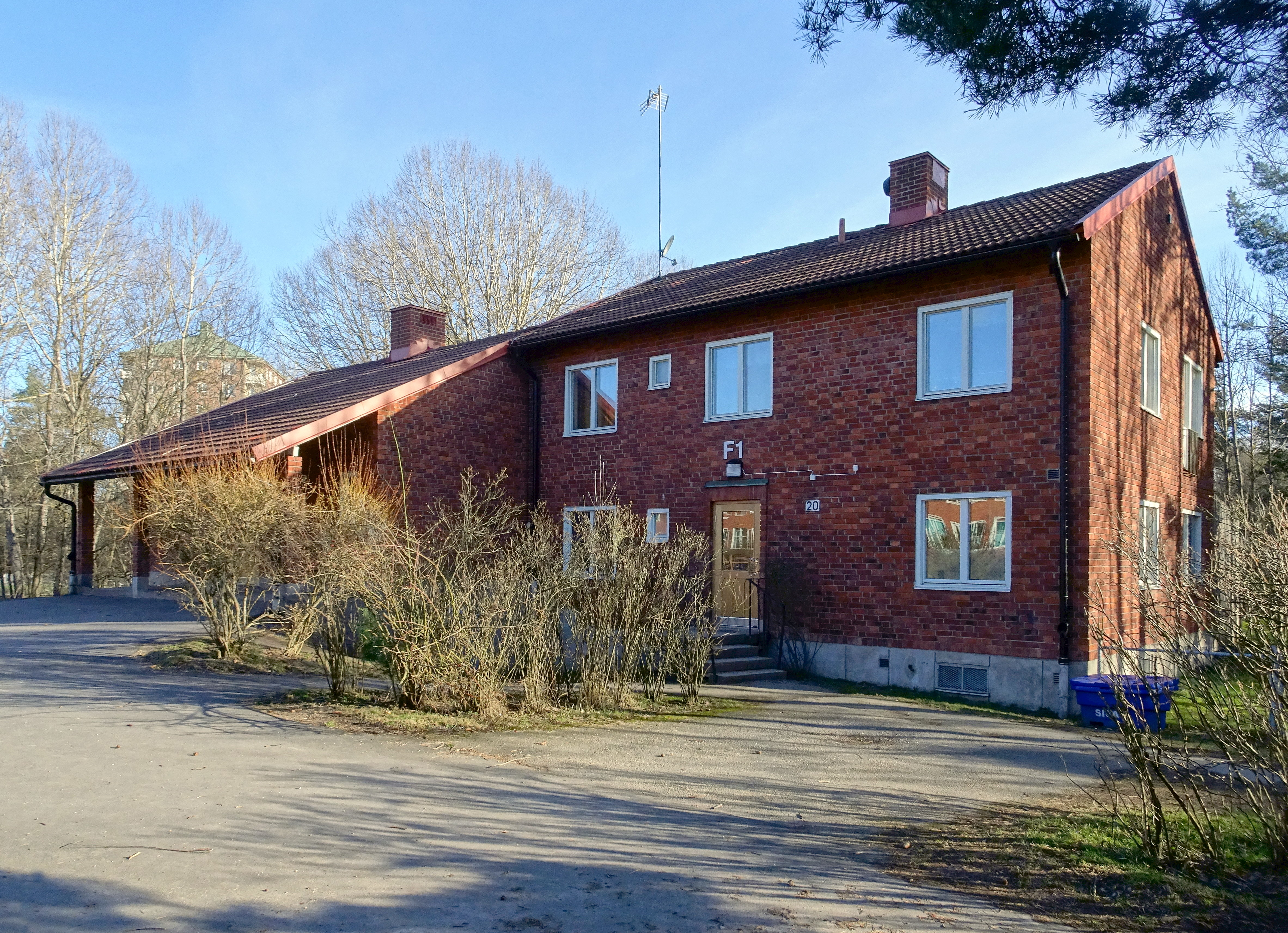
Vaktmästarbostad och tandklinik.